# Фемарнзундський міст
Фемарнзу́ндський міст (нім. Fehmarnsundbrücke) — міст, який з'єднує острів Фемарн з півостровом Вагрія у Німеччині.
Довжина складає 963,4 м. Збудований в 1963 році. Перетинає протоку Фемарн-Зунд у Балтійському морі. Комбінований залізнично-автомобільний міст. Через міст пролягає Європейський маршрут Е47.
Міст був збудований під час холодної війни, тому в ньому передбачили шість шахт для закладання вибухівки. Зараз шахти замуровані.

## Галерея

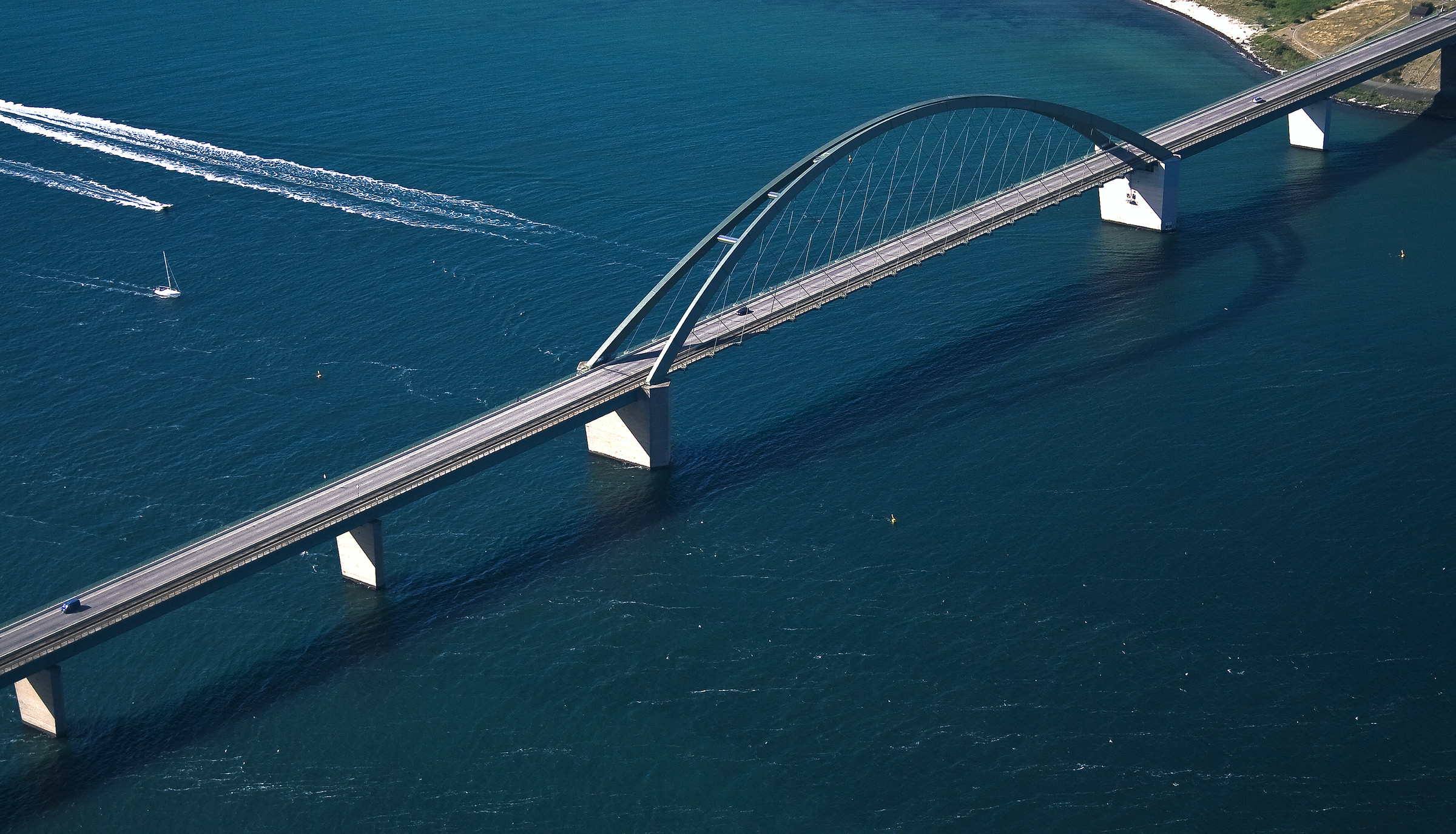
Фемарнзундський міст з висоти польоту птаха
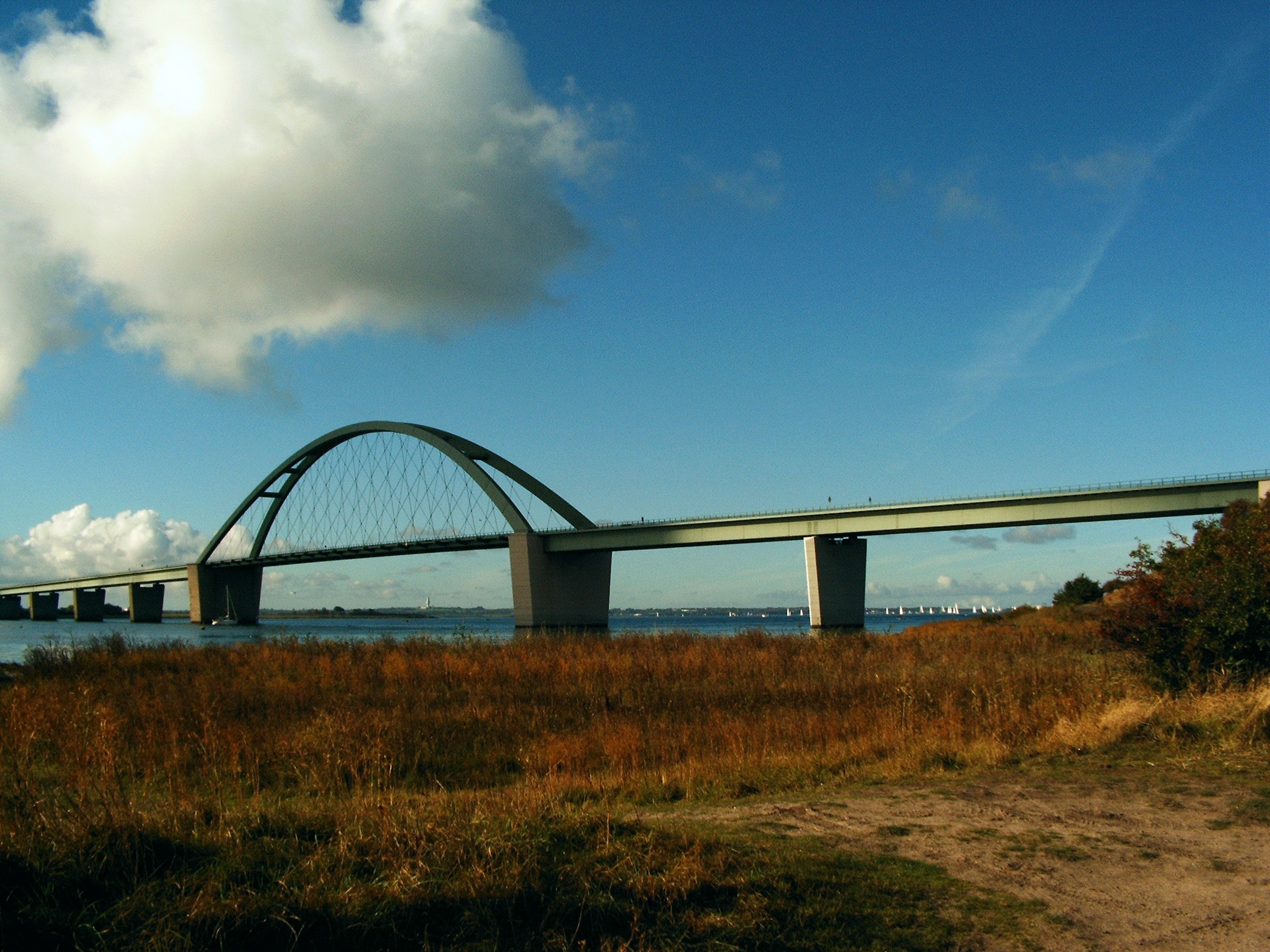
Вид з острова Фемарн